# Ли, Дэмион
Дэмион Ли (англ. Damion Lee; род. 21 октября 1992, Балтимор, Мэриленд) — американский профессиональный баскетболист клуба «Финикс Санз». 

## Карьера в школе
Ли окончил среднюю школу Калверт Холл в Таусоне, штат Мэриленд, где в свой последний сезон был выбран во вторую сборную Baltimore Sun All-Metro и в первую сборную Baltimore Catholic League. Ли посещал подготовительную школу Святого Томаса в Окдейле, штат Коннектикут, где в среднем набирал 17 очков, 6 подборов и 5 передач за игру в сезоне 2010/2011. Ли был выбран в первую сборную All-New England Preparatory School Athletic Council, приведя свою команду к результату 30–7 и Национальному чемпионату среди подготовительных школ.

## Карьера в колледже

### Дрексель Драгонс
В своём первом сезоне, 2011/2012, в качестве игрока команды Дрексель Ли начал играть на позиции разыгрывающего защитника. В течение того сезона он набирал в среднем 12 очков и делал 4,4 подбора. После впечатляющего начала своей студенческой карьеры он был назван Новичком года конференции CAA. Он также был включен в сборную турнира конференции, набирая в среднем более 15 очков за три игры. В игре за звание чемпиона CAA «Драгонс» проиграли «ВКУ Рамс» (56:59). ВКУ была командой Финала четырёх в предыдущем году, и большинство прогнозов предполагало, что обе команды попадут в турнир NCAA. Однако «Драгонс» не были приглашены на турнир NCAA и вместо этого приняли заявку на участие в Национальном пригласительном турнире 2012 года в качестве чемпиона регулярного сезона CAA и третьего посева. «Дрексель» победили Университет Центральной Флориды и Северной Айовы, а затем уступили Университету Массачусетса в региональном финале.
В следующем сезоне Ли был включён во вторую сборную конференции CAA после того, как возглавил «Дрексель» по результативности и занял третье место в конференции, набирая в среднем 17,1 очков за игру. Он также был вторым в конференции по проценту реализованных штрафных бросков (82,9%) и четвёртым по трёхочковым броскам за игру (2,3). В игре против «Олд Доминион» Ли набрал рекордные в карьере 34 очка.
В своём третьем сезоне в «Дрекселе», после того как его выбрали в предсезонную первую сборную конференции CAA, Ли получил разрыв передней крестообразной связки в игре против «Аризоны». Это заставило его пропустить весь сезон и получить красную майку в свой третий год.
Перед своим юниорским сезоном в «Дрекселе» Ли был включён в предсезонную первую сборную конференции CAA второй год подряд. Он также был включен в сборную турнира Charleston Classi. 21 февраля 2015 года во время игры против «Нортистерн» Ли получил перелом правой руки, что преждевременно завершило его сезон. Ли в среднем набирал 21,4 очка за игру в течение сезона, заняв четвёртое место в стране и первое место в конференции. Его процент штрафных бросков (88,7%) занял 14-е место в стране и второе место в CAA. Он также в среднем делал 6,1 подбора и 2,3 передачи за игру в 27 играх. Кроме того, Ли также лидировал в команде по перехватам за игру (1,5), проценту попаданий с игры (43,8%) и проценту трёхочковых бросков (38,5%). По итогам регулярного сезона Ли не хватило одного голоса, чтобы получить звание Баскетболиста года конференции CAA, проиграв защитнику Маркусу Торнтону. Тем не менее, Ли был включён в первую сборную конференции и оборонительную сборную конференции.
30 марта 2015 года Ли объявил, что он переводится из Университета Дрекселя на свой пятый и последний студенческий сезон. По мнению ESPN, он стал лучшим трансфером в студенческом баскетболе.

### Луисвилл Кардиналс
23 апреля 2015 года Ли объявил, что проведёт свой последний студенческий сезон в «Луисвилле» под руководством главного тренера Рика Питино. Другие места, которые рассматривал Ли, включали «Аризону», «Гонзагу», Маркетт и «Мэриленд». Ли сказал после переезда: «Сообщество Университета Луисвилла само по себе было нереальным. Я не думаю, что есть какой-либо другой город или студенческий баскетбольный городок, похожий на него». К середине сезона, в декабре 2015 года, он был лучшим бомбардиром «Луисвилла». Он был включен в список из 35 человек, подлежащих наблюдению для участия в Кубке Нейсмита. В выпускной вечер Ли преодолел отметку в 2000 очков. За 10 игр до конца сезона «Луисвилл», занимающий 13-е место в рейтинге лучших команд страны, объявил о самоотстранении от участия в постсезонных играх сезона 2015/2016 на фоне продолжающегося расследования NCAA, касающегося новобранцев в период с 2010 по 2014 года. Они закончили регулярный сезон в качестве команды под номером 16 с результатом 23–8 и не играли в турнире ACC или турнире NCAA из-за запрета.

## Профессиональная карьера

### Мэн Ред Клоз (2016—2017)
После того, как Ли не был выбран на драфте НБА 2016 года, он присоединился к «Майами Хит» для участия в Летней лиге НБА 2016 года. 26 сентября 2016 года он подписал контракт с «Бостон Селтикс». Позже, 20 октября, «Селтикс» отчислили его после того, как он принял участие в двух предсезонных играх. 31 октября он был приобретен фарм-клубом «Мэн Ред Клоз» из Лиги развития НБА. 10 января 2017 года «Ред Клоз» отчислили его после травмы, которая закончила для него сезон. В 16 играх он набирал в среднем 17,8 очков, 6,3 подбора, 3,4 передачи и 1,1 перехвата за средние 34 минуты.

### Санта-Круз Уорриорз (2017—2018)
24 августа 2017 года Ли был продан в команду «Санта-Круз Уорриорз» из Джи-Лиги НБА.

### Атланта Хокс (2018)
13 марта 2018 года Ли подписал 10-дневный контракт с «Атланта Хокс». 23 марта «Хокс» подписал с Ли второй 10-дневный контракт. 2 апреля «Атланта» продлила с Ли контракт на оставшуюся часть сезона.

### Голден Стэйт Уорриорз (2018—2022)
14 июля 2018 года Ли подписал двусторонний контракт с «Голден Стэйт Уорриорз», что позволило ему вернуться в «Санта-Круз Уорриорз».
31 июля 2019 года «Уорриорз» вновь подписали с Ли ещё один двусторонний контракт. 28 октября Ли сделал дабл-дабл, набрав 23 очка, совершив 11 подборов и отдав 2 результативные передачи, что стало рекордом в его карьере, в победной игре против «Нью-Орлеан Пеликанс» (134:123). 25 декабря Ли сделал свой второй дабл-дабл в сезоне, набрав 22 очка и совершив 15 подборов, в победном матче против «Хьюстон Рокетс» (116:104). Ли получил достаточно игрового времени из-за череды травм в составе Warriors. 15 января 2020 года «Голден Стэйт» подписали с Ли многолетний контракт.
27 декабря 2020 года Ли набрал 12 очков, а также забил победный трёхочковый бросок в победном матче против «Чикаго Буллз» (129:128).
16 июня 2022 года Ли выиграл финал НБА 2022 года в составе «Уорриорз».

### Финикс Санз (2022—настоящее время)
7 июля 2022 года Ли подписал контракт с «Финикс Санз». 19 октября 2022 года Ли дебютировал за «Санз», набрав 11 очков, 2 подбора, 2 передачи и победный бросок с задней линии в победной игре против «Даллас Маверикс» (107:105). 13 января 2023 года Ли набрал рекордные в карьере 31 очко со скамейки запасных в проигрышной игре против «Миннесота Тимбервулвз» (116:121). Во время тренировочного лагеря в следующем сезоне Ли повредил правый мениск, что привело к операции. Разрыв мениска позже привёл к тому, что он пропустил остаток того сезона. Ли позже рассказал, что разрыв мениска оказался редким двойным разрывом корня, который потребовал для него длительного периода восстановления, из-за чего он страдал от депрессии до такой степени, что в то время ему пришлось обратиться за помощью к психотерапевту.
6 июля 2024 года Ли вновь подписал контракт с «Санз».

## Карьера за сборную
22 февраля 2018 года Ли был включён в состав национальной сборной США для участия в квалификации чемпионата мира 2019 года.

## Личная жизнь
Ли получил степень по общим гуманитарным и социальным наукам в Дрекселе и специализировался в области специального образования по специализации вспомогательных технологий в Луисвилле.
Ли женат на Сайдел Карри, дочери Делла Карри и младшей сестре его бывшего товарища по команде Стефена Карри, а также Сета Карри. Свадьба пары состоялась 1 сентября 2018 года. У них есть сын, Даксон Уорделл-Ксавье Ли, родившийся 26 ноября 2021 года. 21 марта 2023 года Ли и Сайдел объявили, что ждут девочку. Их дочь, Дэрин Алисия Ли, родилась 23 августа 2023 года.
В ноябре 2024 года пара объявила о третьей беременности. Ожидается, что ребенок появится на свет в мае 2025 года.

## Статистика

### Статистика в НБА
| Сезон                                                                                    | Команда      | Регулярный сезон | Регулярный сезон | Регулярный сезон | Регулярный сезон | Регулярный сезон | Регулярный сезон | Регулярный сезон | Регулярный сезон | Регулярный сезон | Регулярный сезон | Регулярный сезон | Серия плей-офф | Серия плей-офф | Серия плей-офф | Серия плей-офф | Серия плей-офф | Серия плей-офф | Серия плей-офф | Серия плей-офф | Серия плей-офф | Серия плей-офф | Серия плей-офф |
| Сезон                                                                                    | Команда      | GP               | GS               | MPG              | FG%              | 3P%              | FT%              | RPG              | APG              | SPG              | BPG              | PPG              | GP             | GS             | MPG            | FG%            | 3P%            | FT%            | RPG            | APG            | SPG            | BPG            | PPG            |
| ---------------------------------------------------------------------------------------- | ------------ | ---------------- | ---------------- | ---------------- | ---------------- | ---------------- | ---------------- | ---------------- | ---------------- | ---------------- | ---------------- | ---------------- | -------------- | -------------- | -------------- | -------------- | -------------- | -------------- | -------------- | -------------- | -------------- | -------------- | -------------- |
| 2017/18                                                                                  | Атланта      | 15               | 11               | 26,9             | 40,8             | 25,0             | 75,9             | 4,7              | 1,9              | 1,3              | 0,1              | 10,7             | Не участвовал  | Не участвовал  | Не участвовал  | Не участвовал  | Не участвовал  | Не участвовал  | Не участвовал  | Не участвовал  | Не участвовал  | Не участвовал  | Не участвовал  |
| 2018/19                                                                                  | Голден Стэйт | 32               | 0                | 11,7             | 44,1             | 39,7             | 86,4             | 2,0              | 0,4              | 0,4              | 0,0              | 4,9              | Не участвовал  | Не участвовал  | Не участвовал  | Не участвовал  | Не участвовал  | Не участвовал  | Не участвовал  | Не участвовал  | Не участвовал  | Не участвовал  | Не участвовал  |
| 2019/20                                                                                  | Голден Стэйт | 49               | 36               | 29,0             | 41,7             | 35,6             | 87,3             | 4,9              | 2,7              | 1,0              | 0,1              | 12,7             | Не участвовал  | Не участвовал  | Не участвовал  | Не участвовал  | Не участвовал  | Не участвовал  | Не участвовал  | Не участвовал  | Не участвовал  | Не участвовал  | Не участвовал  |
| 2020/21                                                                                  | Голден Стэйт | 57               | 1                | 18,9             | 46,7             | 39,7             | 90,9             | 3,2              | 1,3              | 0,7              | 0,1              | 6,5              | Не участвовал  | Не участвовал  | Не участвовал  | Не участвовал  | Не участвовал  | Не участвовал  | Не участвовал  | Не участвовал  | Не участвовал  | Не участвовал  | Не участвовал  |
| 2021/22                                                                                  | Голден Стэйт | 63               | 5                | 19,9             | 44,1             | 33,7             | 88,0             | 3,2              | 1,0              | 0,6              | 0,1              | 7,4              | 16             | 0              | 7,8            | 38,2           | 25,0           | 66,7           | 1,6            | 0,4            | 0,1            | 0,0            | 2,0            |
| 2022/23                                                                                  | Финикс       | 74               | 5                | 20,4             | 44,2             | 44,5             | 90,4             | 3,0              | 1,3              | 0,4              | 0,1              | 8,2              | 8              | 0              | 11,1           | 30,0           | 20,0           | 100,0          | 1,4            | 0,6            | 0,3            | 0,0            | 2,1            |
| 2024/25                                                                                  | Финикс       | 25               | 0                | 5,8              | 36,5             | 24,3             | 95,2             | 0,8              | 0,4              | 0,2              | 0,0              | 3,3              | Не участвовал  | Не участвовал  | Не участвовал  | Не участвовал  | Не участвовал  | Не участвовал  | Не участвовал  | Не участвовал  | Не участвовал  | Не участвовал  | Не участвовал  |
|                                                                                          | Всего        | 315              | 58               | 19,6             | 43,3             | 37,4             | 88,1             | 3,2              | 1,3              | 0,6              | 0,1              | 7,8              | 24             | 0              | 8,9            | 35,2           | 22,6           | 80,0           | 1,5            | 0,5            | 0,1            | 0,0            | 2,0            |
| Наведите курсор мыши на аббревиатуры в заголовке таблицы, чтобы прочесть их расшифровку. |              |                  |                  |                  |                  |                  |                  |                  |                  |                  |                  |                  |                |                |                |                |                |                |                |                |                |                |                |

### Статистика в NCAA
| Сезон | Команда  | Conf  | Class | GP  | GS | MPG  | FG%  | 3P%  | FT%  | RPG | APG | SPG | BPG | PPG  |
| --- | -------- | ----- | ----- | --- | -- | ---- | ---- | ---- | ---- | --- | --- | --- | --- | ---- |
| 2011/12 | Дрексель | CAA   | FR    | 36  | 35 | 28,9 | 45,4 | 37,5 | 77,3 | 4,4 | 1,7 | 0,8 | 0,3 | 12,0 |
| 2012/13 | Дрексель | CAA   | SO    | 27  | 24 | 33,0 | 42,5 | 36,0 | 82,9 | 5,1 | 1,8 | 0,8 | 0,1 | 17,1 |
| 2013/14 | Дрексель | CAA   | JR    | 5   | 5  | 26,8 | 37,0 | 27,3 | 86,4 | 4,2 | 2,2 | 0,6 | 0,2 | 13,0 |
| 2014/15 | Дрексель | CAA   | SR    | 27  | 27 | 38,1 | 43,8 | 38,5 | 88,7 | 6,1 | 2,3 | 1,5 | 0,3 | 21,4 |
| 2015/16 | Луисвилл | ACC   | SR    | 30  | 30 | 33,6 | 42,8 | 34,1 | 84,3 | 3,9 | 2,0 | 1,5 | 0,0 | 15,9 |
| Всего | Всего    | Всего | Всего | 109 | 72 | 26,7 | 62,4 | 0,0  | 61,6 | 5,3 | 2,3 | 0,8 | 1,2 | 9,9  |
| Наведите курсор мыши на аббревиатуры в заголовке таблицы, чтобы прочесть их расшифровку Статистика приведена с сайта sports-reference.com |          |       |       |     |    |      |      |      |      |     |     |     |     |      |